# Hypalastoroides
Hypalastoroides är ett släkte av steklar. Hypalastoroides ingår i familjen Eumenidae.

## Dottertaxa tillHypalastoroides, i alfabetisk ordning[1]
- Hypalastoroides abundans
- Hypalastoroides angulicollis
- Hypalastoroides anomalus
- Hypalastoroides arcuatus
- Hypalastoroides argentinus
- Hypalastoroides aztecus
- Hypalastoroides bicinctus
- Hypalastoroides bicingulatus
- Hypalastoroides brasiliensis
- Hypalastoroides clypeatus
- Hypalastoroides colombianus
- Hypalastoroides costaricensis
- Hypalastoroides depressus
- Hypalastoroides ecuadoriensis
- Hypalastoroides elongatus
- Hypalastoroides funereus
- Hypalastoroides heymonsi
- Hypalastoroides impunctatus
- Hypalastoroides macrocephalus
- Hypalastoroides melanosoma
- Hypalastoroides mexicanus
- Hypalastoroides nitidus
- Hypalastoroides olivieri
- Hypalastoroides paragiayensis
- Hypalastoroides persimilis
- Hypalastoroides pulchricolor
- Hypalastoroides rotundiceps
- Hypalastoroides ruficeps
- Hypalastoroides schrottkyi
- Hypalastoroides singularis
- Hypalastoroides slevini
- Hypalastoroides venezuelanus